# Henri Delerue
Pour les articles homonymes, voir Delerue (homonymie).
Henri Delerue  (né le 14 novembre 1939 à Beuvry et mort le 9 janvier 2016 au Mans) est un athlète français, spécialiste de la marche athlétique.

## Biographie
Il remporte 13 titres de champion de France de marche athlétique sur route, dix sur la distance du 20 km, et trois sur celle du 50 km.
Il participe à trois Jeux olympiques consécutifs, se classant sur 20 km 12e en 1960 et 13e en 1964, et sur 50 km 15e en 1964 et 21e en 1968.
Il compte 37 sélections en équipe de France [2].
Moniteur de sport dans la vie civile, il est licencié successivement  au CM Beuvry, au Stade Béthunois, au CA Montreil et à l'ASPP de Paris [2].

### Palmarès
- Championnats de France d'athlétisme :
  - vainqueur du 20 km marche en 1960, 1961, 1962, 1963, 1964, 1965, 1966, 1967, 1968 et 1969
  - vainqueur du 50 km marche en 1967, 1968 et 1969

### Records
| Épreuve      | Performance     | Lieu | Date |
| ------------ | --------------- | ---- | ---- |
| 20 km marche | 1 h 30 min 1 s  |      | 1966 |
| 50 km marche | 4 h 16 min 27 s |      | 1966 |